# Nethithorn Kaewcharoen
Nethithorn Kaewcharoen (thailändisch เนติธร แก้วเจริญ, * 31. Juli 2001 in Bueng Kan), auch als Aum bekannt, ist ein thailändischer Fußballspieler.

## Karriere
Nethithorn Kaewcharoen stand von 2020 bis Juni 2022 beim Chonburi FC unter Vertrag. Der Verein aus Chonburi spielte in der ersten Liga. Von Januar 2020 bis Jahresende wurde er an den Drittligisten Banbueng FC ausgeliehen. Mit dem ebenfalls in Chonburi beheimateten Verein spielte er in der Eastern Region der Liga. Nach der Ausleihe kehrte er zu Chonburi zurück. Nachdem er für Chonburi in der ersten Liga nicht zum Einsatz gekommen war, wechselte er im Juni 2022 zum Erstligaabsteiger Suphanburi FC. Sein Zweitligadebüt für den Verein aus Suphanburi gab Nethithorn Kaewcharoen am 28. August 2022 (3. Spieltag) im Auswärtsspiel gegen den ebenfalls aus der ersten Liga abgestiegenen Samut Prakan City FC. Bei dem 2:0-Erfolg wurde er in der 58. Minute für Prasit Pattanatanawisut eingewechselt. Für Suphanburi bestritt er 31 Zweitligaspiele. Nach der Saison wurde sein Vertrag im Sommer 2023 nicht verlängert. Ende Juli 2023 unterschrieb er einen Vertrag beim Erstligisten Chiangrai United. Für den Erstligisten aus Chiang RaiChiangrai bestritt er sieben Ligaspiele. Nach einer Saison wechselte er im August 2024 zum Zweitligisten Ayutthaya United FC. Am Ende der Saison 2024/25 feierte er mit Ayutthaya die Vizemeisterschaft der zweiten Liga sowie den Aufstieg in die erste Liga.

## Erfolge
Ayutthaya United FC
- Thailändischer Zweitligavizemeister: 2024/25  ▲